# ماكس كريستيانسن
ماكس كريستيانسن (بالألمانية: Max Christiansen)‏ (25 سبتمبر 1996 ألمانيا - ) هو لاعب كرة قدم ألماني، يلعب كلاعب وسط.

## مسيرته

### مسيرته مع المنتخبات الوطنية
- 2015 - 2016 لعب مع منتخب ألمانيا تحت 20 سنة لكرة القدم 6 مباريات.

### مسيرته مع الأندية
- 2012 - 2013 لعب مع منتخب ألمانيا تحت 17 سنة لكرة القدم 4 مباريات.
- 2014 - 2015 لعب مع هانزا روستوك 24 مباراة سجل خلالها هدف.
- 2014 - 2015 لعب مع منتخب ألمانيا تحت 19 سنة لكرة القدم 13 مباراة سجل خلالها 3 أهداف.
- 2015 - 2015 لعب مع إنغولشتات 04 مباراتين.

## وصلات خارجية
ماكس كريستيانسن على موقع الاتحاد الأوربي (الإنجليزية)
- ماكس كريستيانسن على موقع قاعدة بيانات كرة القدم.إي يو (الإنجليزية)
- ماكس كريستيانسن على موقع Soccerway.com (الإنجليزية)
- ماكس كريستيانسن على موقع عالم كرة القدم.نت (الإنجليزية)
- ماكس كريستيانسن على موقع أوليمبيديا (الإنجليزية)
- ماكس كريستيانسن على موقع اللجنة الأولمبية الألمانية (الألمانية)
- ماكس كريستيانسن على موقع AS.com (الإسبانية)